# Kapvang

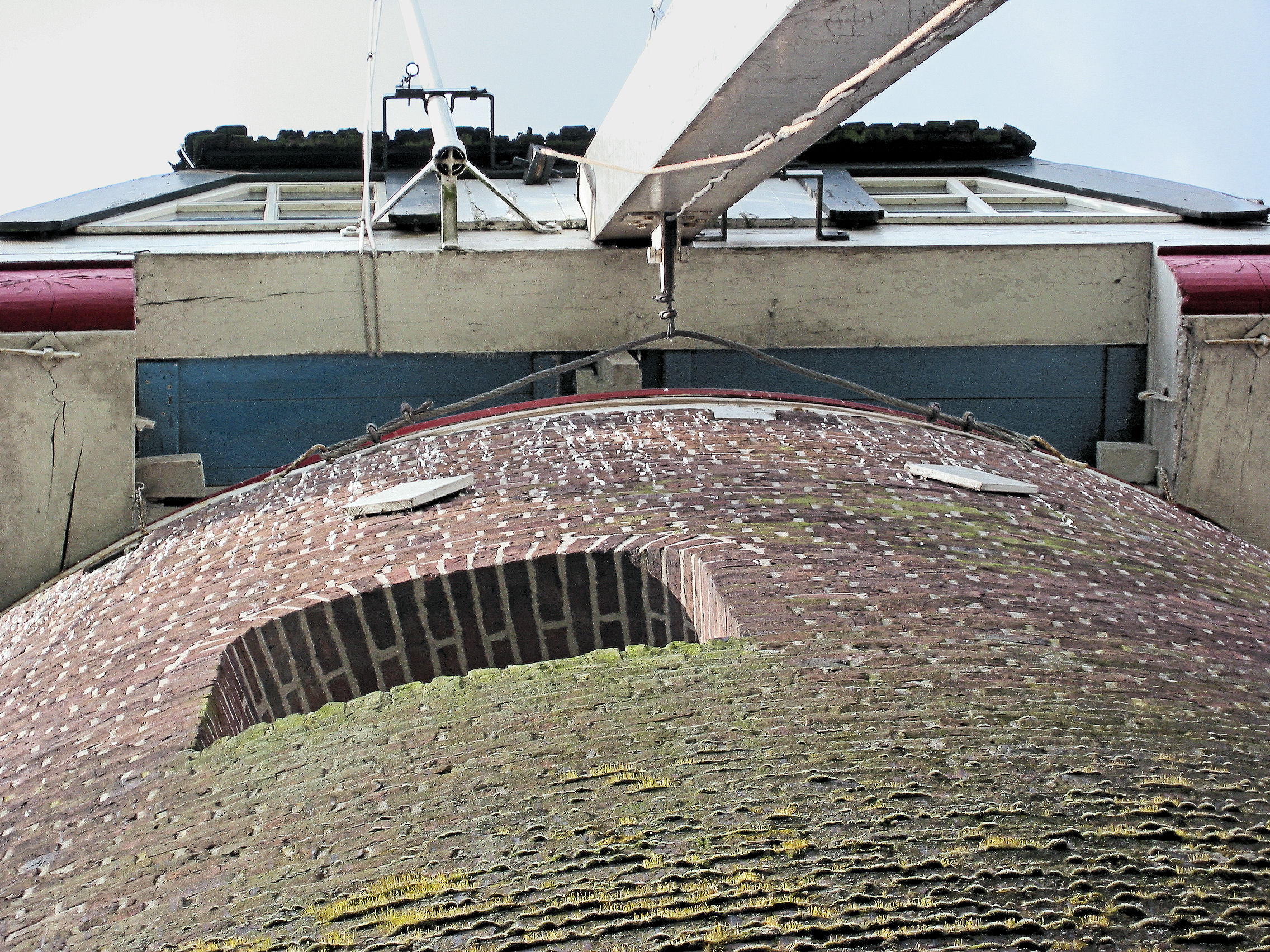
Kapvang bij de staart van De Engel

Met een kapvang kan de kap van een windmolen vastgezet worden, waardoor deze niet meer kan raggen, dat is het heen en weer schudden van de kap tijdens het draaien. Molens in Nederland die een kapvang hebben zijn onder andere De Engel in Varsseveld en De Vier Winden in Vragender.
Een kapvang bestaat uit een ijzeren band om de keerkuip, die vooraan vastzit onderaan de voeghouten en achteraan aan de staart. Door de band met de lier onderaan de staart vast te trekken om de keerkuip wordt de kap geblokkeerd.

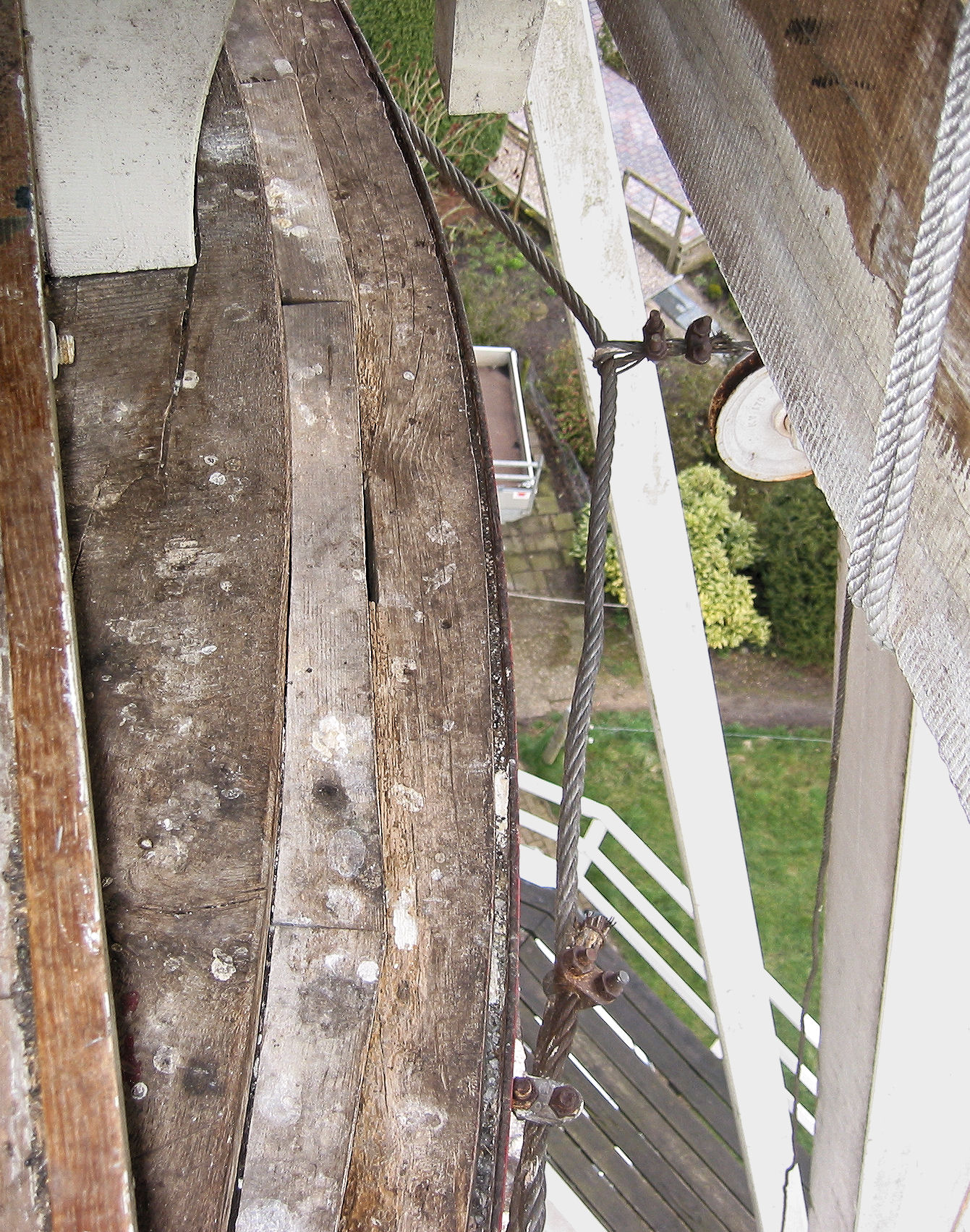
Kapvang bij de keerkuip
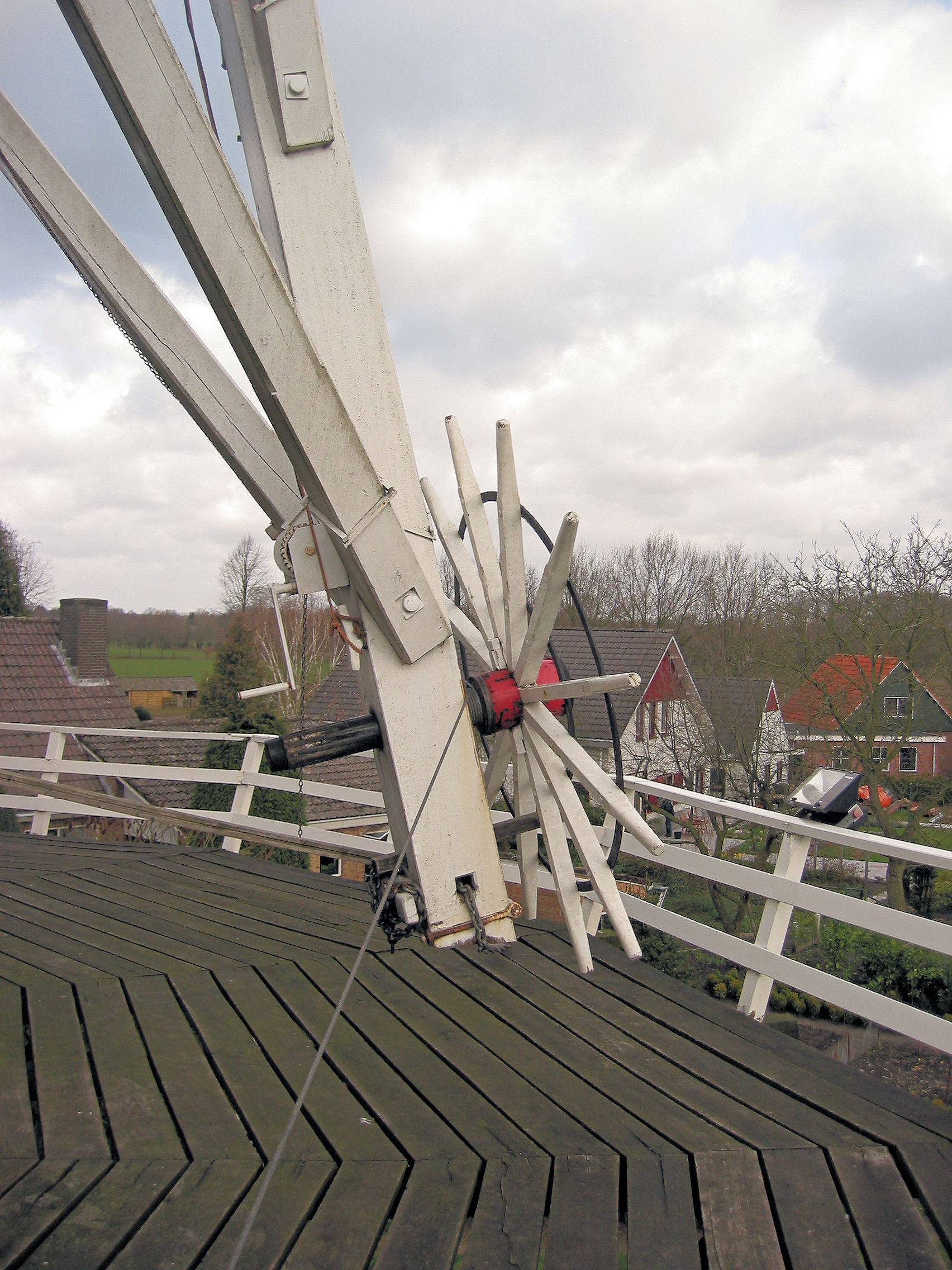
Staart met kruiwiel en lier voor bediening van de kapvang